# Popular Song
Singles de Mika
Origin of Love
(2012) Live Your Life
(2013)
Singles par Ariana Grande
Put Your Hearts Up
(2011) The Way
(2013)
Popular song est le quatrième single de Mika extrait du troisième album de Mika, The Origin of Love. La version en featuring avec Ariana Grande est présente sur l'album de cette dernière, Yours Truly. 
Il s'agit d'une adaptation de la chanson Popular de la comédie musicale Wicked.
Le single a été classé en huitième position en Belgique.

## Clip vidéo
Au lycée, Mika et son amie Ariana Grande sont les deux souffre-douleurs de leur classe. Un soir lorsqu'ils organisent un dîner avec les autres élèves, ils préparent une potion qui les changeront en pierre. Mais Ariana Grande prend aussi Mika en traître, et ce dernier est pétrifié à son tour.
Le clip cumule à ce jour  plus de 200 millions de vues sur YouTube.

## Liste des pistes
| 1. | Popular Song (featuring Ariana Grande) |  | 3:20 |

| 1. | Popular Song (featuring Ariana Grande)   |  | 3:20 |
| 2. | Popular Song (featuring Priscilla Renea) |  | 4:07 |
| 3. | Popular Song (Radio Instrumental)        |  | 3:17 |

## Classements
| Classement (2013)               | Meilleure position |
| ------------------------------- | ------------------ |
| Belgique (Flandre Ultratip 100) | 8                  |
| Belgique (Wallonie Ultratip 50) | 12                 |
| Pays-Bas (Single Top 100)       | 92                 |
| Corée du Sud (GAON)             | 89                 |
| États-Unis (Hot 100)            | 87                 |